# Piedra de Ezana
La piedra de Ezana es un objeto del antiguo reino de Aksum. Es un monumento de piedra que documenta la conversión del rey Ezana al cristianismo y el sometimiento de varios pueblos vecinos entre los que estaban los Meroe. Actualmente se conserva in situ en el parque del rey Ezana, un espacio público en el centro de Aksum, en Etiopía.

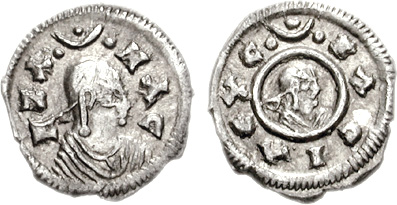
Monedas acuñadas con la efigie de Ezana.

El rey Ezana gobernó entre el 330 d. C. y el 356 d. C. el antiguo reino aksumita del Cuerno de África. Ezana luchó contra los nubios y grabó sus victorias en piedra en ge'ez (el antiguo lenguaje etíope), sabeo (árabe del sur) y griego para alabar a Dios por sus victorias. Los grabados en piedra proporcionan un monumento trilingüe en diferentes lenguas, de manera parecida a la piedra de Rosetta.
La Iglesia Ortodoxa Etíope o Tawahedo tuvo sus inicios durante esta época. La Historia Ecelesiástica de Rufino de Aquilea narra que San Frumencio, esclavo y tutor del joven rey, lo convirtió al cristianismo. Hacia el final de su reinado, en torno al año 350, el rey Ezana lanzó una campaña contra los kushitas que acabó con el Reino de Kush; varias inscripciones en piedra escritas en ge'ez (y con escritura ge'ez) han sido encontradas en Meroe, la ciudad principal y central de los Kushitas.